# 居涅库尔
居涅库尔（法語：Gugnécourt，法語發音：[ɡyɲekuʁ] ⓘ）是法国大东部大区孚日省的一个市镇，属于埃皮纳勒区。

## 地理
居涅库尔（48°14'39"N, 6°37'25"E）面积5.11 平方千米，位于法国大東部大區孚日省，该省份为法国东北部内陆省份，北起默兹省和默尔特-摩泽尔省，西接上马恩省，南至上索恩省和贝尔福地区省，东临上莱茵省和下莱茵省。
与居涅库尔接壤的市镇（或旧市镇、城区）包括：农兹维尔、阿朗泰勒河畔皮埃尔蓬、维梅尼勒、代托尔、迪尔比永河畔日尔库尔、格朗德维莱尔。

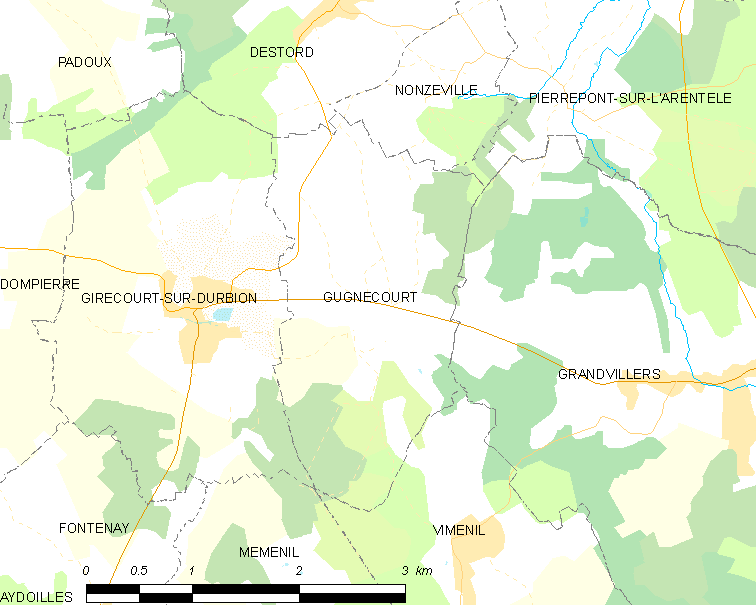
居涅库尔的OSM定位图

居涅库尔的时区为UTC+01:00、UTC+02:00（夏令时）。

## 行政
居涅库尔的邮政编码为88600，INSEE市镇编码为88222。

## 政治
居涅库尔所属的省级选区为布吕耶尔县。

## 人口

1962-2008年间居涅库尔人口变化图示

居涅库尔于2022年1月1日时的人口数量为228人。